# 余朋乡
余朋乡，是中华人民共和国福建省三明市清流县下辖的一个乡镇级行政单位。

## 行政区划
余朋乡下辖以下地区：
余朋村、蛟坑村、东坑村、芹溪村和太山村。